# Sent Agnes Plejs
St Agnes Plejs (en: St Agnes Place) je bila skvotirana ulica u Keningtonu, u južnom Londonu. koja se preko trideset godina opirala rušenju. Bob Marli je svojevremeno tu živeo, što je ostavilo jak uticaj, tako da se ovde mogao slušati rasta radio i neometano pušiti marihuana.

## Istorijat
Ulica je prvi put bila skvotirana 1969. kad ju je gradsko veće predvidelo za rušenje. Tada napuštene i ruinirane građevine su bile potpuno obnovljene od strane skvotera. 
1977. dolazi do pokušaja iseljenja, pri čemu su mnoge građevine srušene, a većina žestoko oštećena. Posle odustajanja vlasti od iseljenja, stanovnici su ih ponovo obnovili. 
Neki od zajedničkih projekata St Agnes Plejsa sa bili:
- udomljavanje beskućnika
- socijalni centar
- slobodne žurke
- slobodni rasta radio
- rastafarijanska zajednica
- prostor za muzičare i umetnike

Bob Marli je tamo boravio nekoliko puta tokom 1970-ih. St Agnes mesto je imalo rastafarijansku zajednicu sa rastafarijanskim hramom i društvenim centrima.
| „                              | To je izraslo u jedinstvenu zajednicu u Londonu. Mogao si slobodno da ušetaš u komšijsku kuću. Ljudi su se osećali sigurno, nije bilo pljački ovde. Mislim da mnogo stvari društvo u celini može da nauči iz primera ove ulice. | ” |
| — stanovnik Seint Agnes Plejsa | |   |

Novembra 2005. gradska vlast najzad dobija sudski nalog za iseljenje stanovnika 21 objekta. Masovno iseljenje je izvršilo 200 specijalnih policajaca 29. novembra 2005.

## Spoljašnje veze
- St Agnes Plejs zvanični sajt
- St.Agnes Plejs na Indimediji
- Rasta skvoteri se bore protiv iseljenja Guardian.co.uk
- Iseljen najstariji skvot u Londonu vest sa BBC-a